# الهند الهولندية

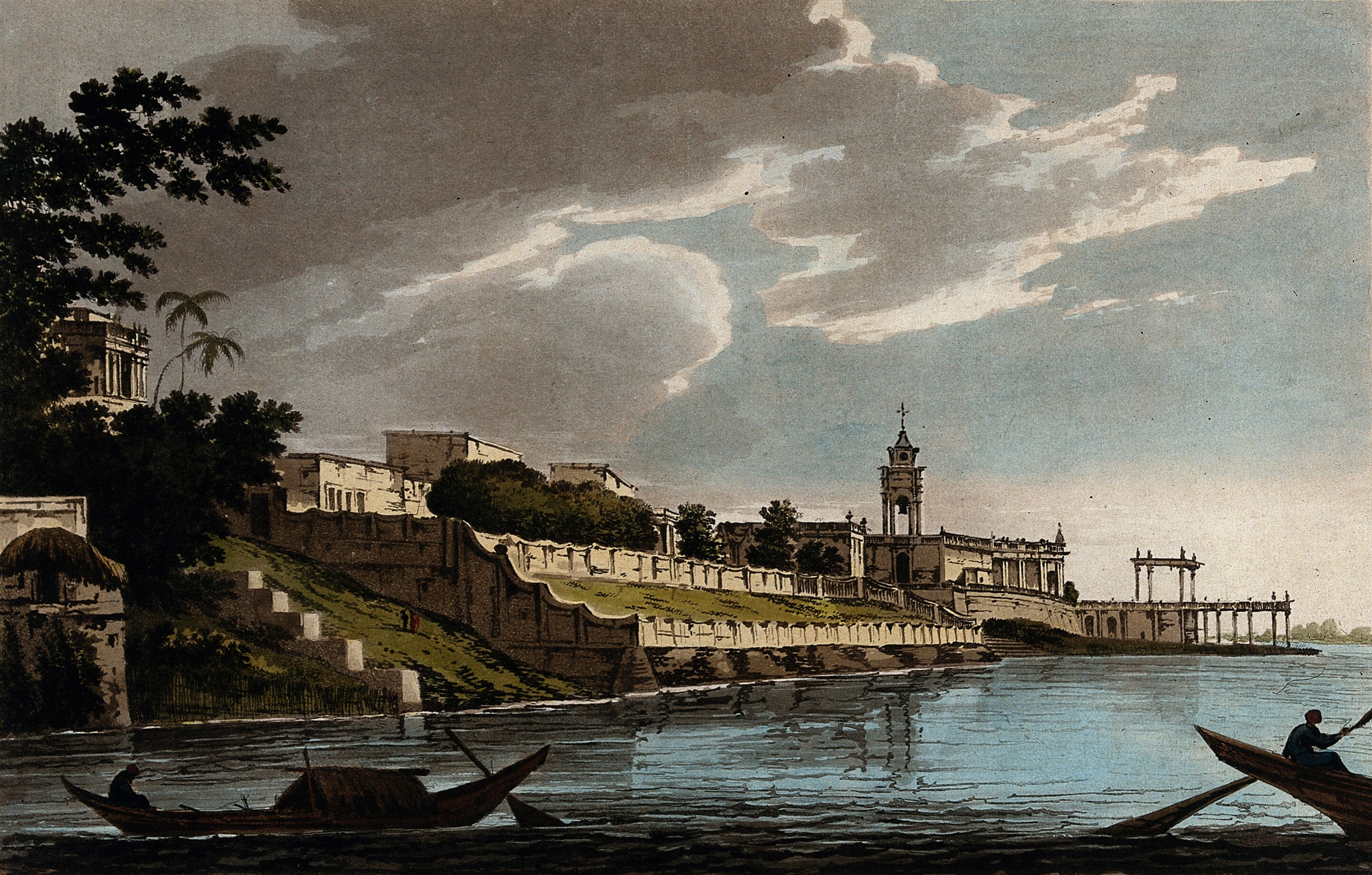
منظر المستوطنة الهولندية في البنغال (1787).

تألفت الهند الهولندية من المستوطنات والمراكز التجارية لشركة الهند الشرقية الهولندية في شبه القارة الهندية. واستُخدم هذا المصطلح فقط كتعريف جغرافي، حيث لم تكن هناك أي سلطة سياسية تحكم جميع الهند الهولندية. لكن قُسِّمت الهند الهولندية إلى محافظات: سيلان الهولندية وكورومانديل الهولندية سوراته الهولندية ومليبار الهولندية، بالإضافة إلى البنغال الهولندية وسوراته الهولندية.
من ناحية أخرى كانت جزر الهند الهولندية هي جزر شركة الهند الشرقية الهولندية (إندونيسيا الحالية) وجزر الهند الغربية الهولندية (سورينام الحالية وجزر الأنتيل الهولندية السابقة).

## التاريخ
استمر الوجود الهولندي في شبه القارة الهندية من 1605 إلى 1825. وقام تجار شركة الهند الشرقية الهولندية بتأسيس أنفسهم لأول مرة في كورومانديل الهولندية، ولا سيما بلكات، حيث كانوا يبحثون عن المنسوجات ليبادلوها مع التوابل. تأسست سوراته الهولندية والبنغال الهولندية في 1616 و1627 على التوالي. بعد أن غزا الهولنديون سيلان من البرتغاليين عام 1656، وأخذوا الحصون البرتغالية على ساحل مليبار بعد خمس سنوات لتأمين سيلان من الغزو البرتغالي.
في النصف الثاني من القرن الثامن عشر فقد الهولنديون نفوذهم أكثر فأكثر. وهزم جيش ملك ترافنكور شركة الهند الشرقية الهولندية، مما أدى إلى كسوف كامل للقوة الهولندية. على الرغم من استعادة كورومانديل الهولندية والبنغال الهولندية إلى الحكم الهولندي بموجب المعاهدة الأنجلو هولندية لعام 1814، إلا أنهم عادوا إلى الحكم البريطاني بسبب أحكام المعاهدة الأنجلو هولندية لعام 1824. وبموجب أحكام المعاهدة كان من المقرر إجراء جميع عمليات نقل الممتلكات والمنشآت في 1 مارس 1825. وبحلول منتصف عام 1825، فقد الهولنديون آخر مشاركاتهم التجارية في الهند.

## معرض صور

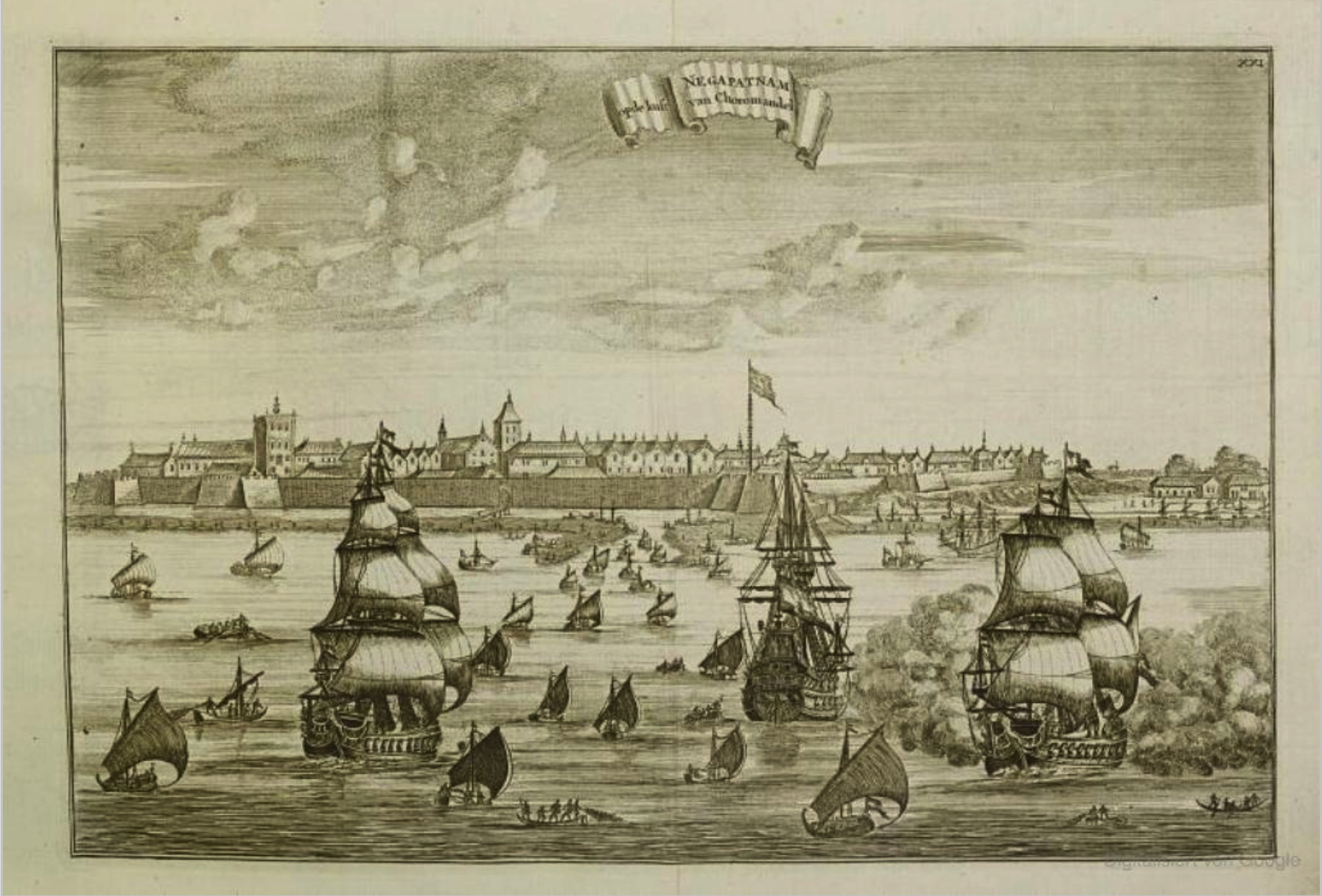
السفن التجارية الهولندية حوالي 1680.
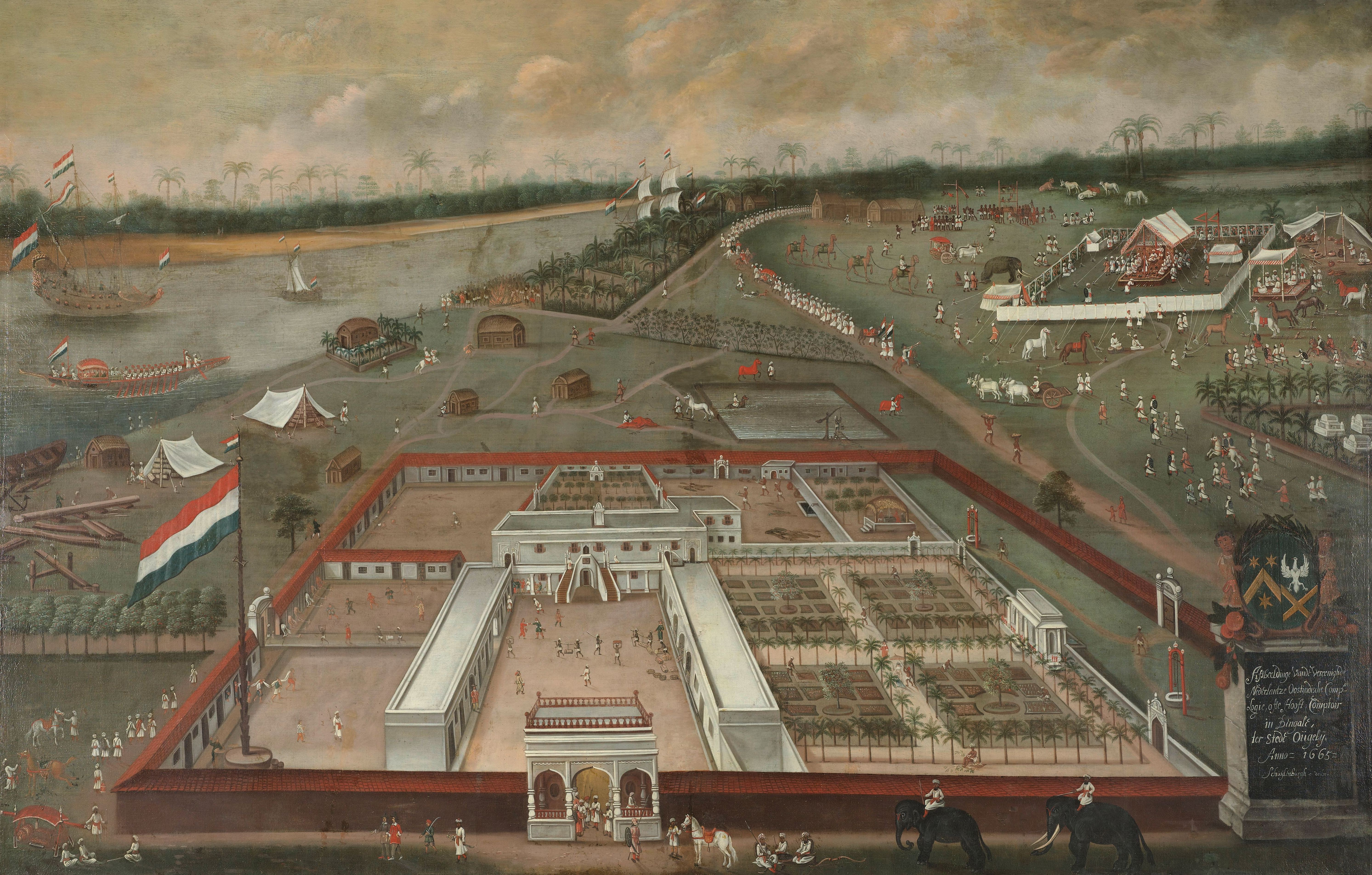
مصنع في البنغال الهولندية، هندريك فان شويلينبرج، 1665.
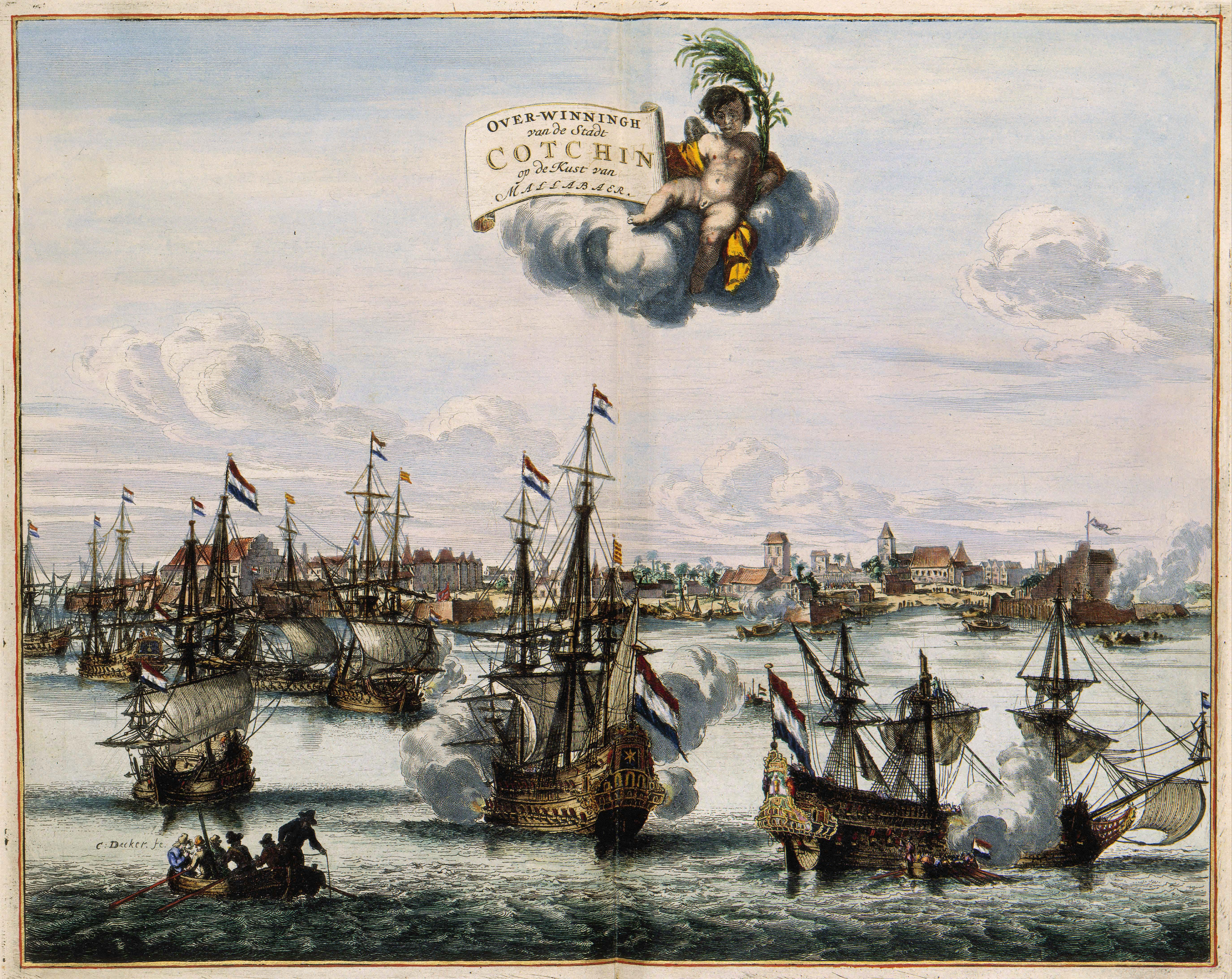
القبض على كوتشين من قبل البرتغالي ريكلوف فان جوينز في 1663. أطلس فان دير هاجن، 1682.
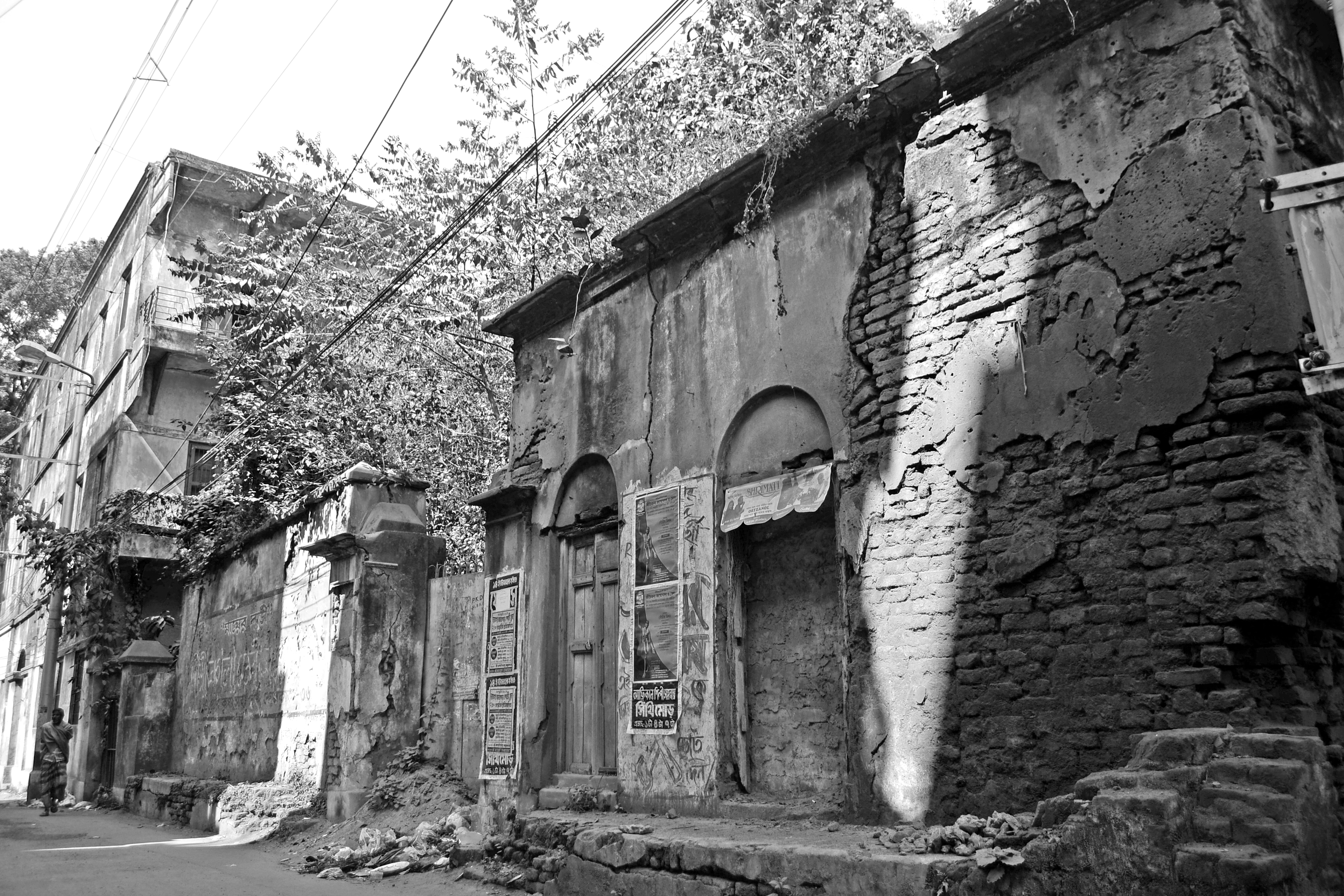
بقايا الكوتي الهولندي القديم المدمر في باراناجار، الهند